# Sayumi Suzushiro
Sayumi Suzushiro (鈴代 紗弓 Suzushiro Sayumi?, Prefectura de Kanagawa, 4 de febrero de 1998) es una actriz de voz japonesa afiliada a Arts Vision. Interpretó su primer papel principal en el 2018 como Akira Ono en la serie de anime Hi Score Girl. También es conocida por sus papeles de Kylie en Kōya no Kotobuki Hikōtai, Uruka Takemoto en Bokutachi wa Benkyō ga Dekinai y Kurena Kukumila en 86: Eighty-Six. En 2020, recibió el premio a Mejores Actrices Revelación en los 14.º Seiyū Awards.

## Filmografía
Los papeles principales están en negrita

### Anime

#### Series de televisión
| Año  | Título                                                                    | Rol                                  | Refs.         |
| ---- | ------------------------------------------------------------------------- | ------------------------------------ | ------------- |
| 2017 | Love Live! Sunshine!!                                                     | Estudiante                           | [ 1 ]         |
| 2017 | Classicaloid                                                              | Empleada, mujer                      | [ 1 ]         |
| 2018 | Gundam Build Divers                                                       | Lip                                  | [ 1 ]         |
| 2018 | Hi Score Girl                                                             | Akira Ono                            | [ 3 ]         |
| 2018 | Akanesasu Shōjo                                                           | Shuuko Matsu                         | [ 4 ]         |
| 2018 | Yagate Kimi ni Naru                                                       | Serizawa                             | [ 1 ]         |
| 2019 | Kaguya-sama wa Kokurasetai: Tensai-tachi no Ren'ai Zunōsen                | Kei Shirogane                        | [ 5 ]         |
| 2019 | Kōya no Kotobuki Hikōtai                                                  | Kylie                                | [ 6 ]         |
| 2019 | Bokutachi wa Benkyō ga Dekinai                                            | Uruka Takemoto                       | [ 7 ]         |
| 2019 | Dr. Stone                                                                 | Shovel                               | [ 8 ]         |
| 2019 | Tsūjō Kōgeki ga Zentai Kōgeki de Ni-kai Kōgeki no Okāsan wa Suki Desu ka? | Wise                                 | [ 9 ]         |
| 2019 | Dungeon ni Deai o Motomeru no wa Machigatteiru Darō ka II                 | Luan Espel                           | [ 8 ]         |
| 2019 | Bokutachi wa Benkyō ga Dekinai!                                           | Uruka Takemoto                       | [ 8 ]         |
| 2019 | High Score Girl II                                                        | Akira Ono                            | [ 10 ]        |
| 2020 | To Aru Kagaku no Railgun T                                                | Rakko Yumiya                         | [ 11 ]        |
| 2020 | Kaguya-sama wa Kokurasetai? Tensai-tachi no Ren'ai Zunōsen                | Kei Shirogane                        | [ 8 ]         |
| 2020 | Maō Gakuin no Futekigōsha                                                 | Himka Houra                          | [ 12 ]        |
| 2020 | Monster Musume no Oisha-san                                               | Illy                                 | [ 13 ]        |
| 2021 | 86: Eighty-Six                                                            | Kurena Kukumila                      | [ 14 ]        |
| 2021 | Seirei Gensōki                                                            | Christina Beltrum                    | [ 15 ]        |
| 2021 | 86: Eighty-Six Part 2                                                     | Kurena Kukumila                      | [ 16 ]        |
| 2022 | Baraou no Souretsu                                                        | Lady Anne Neville                    | [ 17 ]        |
| 2022 | Shikkakumon no Saikyō Kenja                                               | Lurie Aventrot                       | [ 18 ]        |
| 2022 | Kunoichi Tsubaki no Mune no Uchi                                          | Asagao                               | [ 19 ]        |
| 2022 | Mahōtsukai Reimeiki                                                       | Holt                                 | [ 20 ]        |
| 2022 | Kaguya-sama wa Kokurasetai: -Ultra Romantic-                              | Kei Shirogane                        | [ 21 ]        |
| 2022 | Shine Post                                                                | Haru Nabatame                        | [ 22 ]        |
| 2022 | Otome Game Sekai wa Mob ni Kibishii Sekai desu                            | Clarice Fia Atlee                    | [ 23 ]        |
| 2022 | Yōkoso Jitsuryoku Shijō Shugi no Kyōshitsu e 2nd Season                   | Saki Yamashita                       | [ 24 ]        |
| 2022 | Isekai Yakkyoku                                                           | Matsumoto                            | [ 25 ]        |
| 2022 | Kidou Senshi Gundam: Suisei no Majo                                       | Renee Costa                          | [ 26 ]        |
| 2022 | Mushikaburi-hime                                                          | Sara                                 | [ 27 ]        |
| 2022 | Bocchi the Rock!                                                          | Nijika Ijichi                        | [ 28 ]        |
| 2023 | Maō Gakuin no Futekigōsha II                                              | Himka Houra                          | [ 29 ]        |
| 2023 | Ijiranaide, Nagatoro-san 2nd Attack                                       | Hana Sunomiya                        | [ 30 ]        |
| 2023 | Kyūketsuki Sugu Shinu 2                                                   | Ruri                                 | [ 31 ]        |
| 2023 | Mō Ippon!                                                                 | Suzu Ayase                           | [ 32 ]        |
| 2023 | Ningen Fushin no Bōkensha-tachi ga Sekai o Sukū Yō Desu                   | Reina                                | [ 33 ]        |
| 2023 | Niehime to Kemono no Ō                                                    | Richard                              | [ 34 ]        |
| 2023 | Kono Subarashii Sekai ni Bakuen wo!                                       | Dodonko                              | [ 35 ]        |
| 2023 | Megami no Cafe Terrace                                                    | Ami Tsuruga                          | [ 36 ]        |
| 2023 | Kidou Senshi Gundam: Suisei no Majo Season 2                              | Renee Costa                          | [ 37 ]        |
| 2023 | Uchi no Kaisha no Chīsai Senpai no Hanashi                                | Aiko Yamagishi                       | [ 38 ]        |
| 2023 | Undead Girl Murder Farce                                                  | Annie Kerber                         | [ 39 ]        |
| 2023 | Sōsō no Frieren                                                           | Lawine                               | [ 40 ]        |
| 2023 | Shy                                                                       | Pilse "Lady Black" Dunant            | [ 41 ]        |
| 2023 | Uma Musume: Pretty Derby Season 3                                         | Satono Crown                         |               |
| 2023 | Kikansha no Mahō wa Tokubetsu Desu                                        | Romantica Eru                        | [ 42 ]        |
| 2023 | Hikikomari Kyūketsu Hime no Monmon                                        | Villhaze                             | [ 43 ]        |
| 2024 | Yōkoso Jitsuryoku Shijō Shugi no Kyōshitsu e 3rd Season                   | Saki Yamashita                       | [ 44 ]        |
| 2024 | Nozomanu Fushi no Bōkensha                                                | Rina Rupaage                         | [ 45 ]        |
| 2024 | Kami wa Game ni Ueteiru                                                   | Saki                                 | [ 46 ]        |
| 2024 | Hananoi-kun to Koi no Yamai                                               | Satomi Satomura                      | [ 47 ]        |
| 2024 | Tensei Shitara Slime Datta Ken 3rd Season                                 | Kumar                                | [ 48 ]        |
| 2024 | Blue Archive: The Animation                                               | Noa Ushio                            | [ 49 ]        |
| 2024 | Maō Gakuin no Futekigōsha II Part 2                                       | Himka Houra                          | [ 50 ]        |
| 2024 | Shy 2nd Season                                                            | Pilse "Lady Black" Dunant            |               |
| 2024 | Tasūketsu                                                                 | Hikari Ebina                         | [ 51 ]        |
| 2024 | Megami no Cafe Terrace Season 2                                           | Ami Tsuruga                          | [ 52 ]        |
| 2024 | 2.5 Jigen no Yūwaku                                                       | Nonoa                                | [ 53 ]        |
| 2024 | Nige Jōzu no Wakagimi                                                     | Ayako Mochizuki                      | [ 54 ]        |
| 2024 | Dungeon no Naka no Hito                                                   | Belle                                | [ 55 ]        |
| 2024 | Fairy Tail: 100 Years Quest                                               | Tōka                                 | [ 56 ]        |
| 2024 | Tsue to Tsurugi no Wistoria                                               | Emma Klever                          | [ 57 ]        |
| 2024 | Isekai Shikkaku                                                           | Tama                                 | [ 58 ]        |
| 2024 | Naze Boku no Sekai o Dare mo Oboeteinai no ka?                            | Saki Miskotti                        | [ 59 ]        |
| 2024 | Mahō Tsukai ni Narenakatta Onna no Ko no Hanashi                          | Sally Andol                          | [ 60 ]        |
| 2024 | Seirei Gensōki 2                                                          | Christina Beltrum                    | [ 61 ]        |
| 2025 | Class no Daikirai na Joshi to Kekkon Suru Koto ni Natta.                  | Himari Ishikura                      | [ 62 ]        |
| 2025 | Fugūshoku (Kanteishi) ga Jitsu wa Saikyō Datta                            | Ursula                               | [ 63 ]        |
| 2025 | Kijin Gentōshō                                                            | Kaoru Azusaya                        | [ 64 ]        |
| 2025 | Danjo no Yūjō wa Seiritsu Suru? (Iya, Shinai!!)                           | Himari Inuzuka                       | [ 65 ]        |
| 2025 | Kowloon Generic Romance                                                   | Xiaohei                              | [ 66 ]        |
| 2025 | Zatsu Tabi: That's Journey                                                | Koyomi Hasunuma                      | [ 67 ]        |
| 2025 | My Hero Academia: Vigilantes                                              | Yū                                   | [ 68 ]        |
| 2025 | Tsuihōsha Shokudō e Yōkoso!                                               | Henrietta                            | [ 69 ]        |
| 2025 | Shūkan Ranobe Anime                                                       | Asagi Hiyama                         | [ 70 ]        |
| 2025 | Tomodachi no Imōto ga Ore ni Dake Uzai                                    | Iroha Kohinata                       | [ 71 ] [ 72 ] |
| 2025 | Hime Kishi wa Barbaroi no Yome                                            | Serafina de Lavillant                | [ 73 ]        |
| 2026 | Eris no Seihai                                                            | Scarlett Castiel                     | [ 74 ]        |
| 2026 | Seihantai na Kimi to Boku                                                 | Miyu Suzuki                          | [ 75 ]        |
| 2026 | Mayonaka Heart Tune                                                       | Iko Kirino                           | [ 76 ]        |
| 2026 | Class de 2-ban Me ni Kawaii Onna no Ko to Tomodachi ni Natta              | Yū Amami                             | [ 77 ]        |
| 2026 | Kirei ni Shite Moraemasu ka                                               | Wakana Kinme                         | [ 78 ]        |
| TBA  | Mahō Shōjo Ikusei Keikaku: Restart                                        | Karin "Yumenoshima Genopsyko" Sonoda | [ 79 ]        |
| TBA  | 29-Sai Dokushin Chūken Bōkensha no Nichijō                                | Rirui                                | [ 80 ]        |
| TBA  | Bocchi the Rock! 2nd Season                                               | Nijika Ijichi                        | [ 81 ]        |

#### Películas
| Año  | Título                                                         | Rol           | Refs.  |
| ---- | -------------------------------------------------------------- | ------------- | ------ |
| 2019 | Kono Subarashii Sekai ni Shukufuku wo! Movie: Kurenai Densetsu | Dodonko       | [ 82 ] |
| 2020 | High School Fleet Movie                                        | Keiko Nogiwa  | [ 83 ] |
| 2022 | Kaguya-sama wa Kokurasetai: First Kiss wa Owaranai             | Kei Shirogane | [ 84 ] |
| 2024 | Bocchi the Rock! Movie                                         | Nijika Ijichi | [ 85 ] |

#### OVAs
| Año  | Título                                                                              | Rol            | Refs. |
| ---- | ----------------------------------------------------------------------------------- | -------------- | ----- |
| 2019 | High Score Girl: Extra Stage                                                        | Akira Ono      | [ 8 ] |
| 2019 | Bokutachi wa Benkyō ga Dekinai: Nagisa ni Usemono Arite Senjin wa Enzen to [X] Suru | Uruka Takemoto | [ 8 ] |
| 2020 | Bokutachi wa Benkyō ga Dekinai: Chapel no Kane wa [X] wo Shukufuku Suru             | Uruka Takemoto | [ 8 ] |
| 2021 | Kaguya-sama wa Kokurasetai: Tensai-tachi no Ren'ai Zunōsen OVA                      | Kei Shirogane  | [ 8 ] |

### Videojuegos
| Año  | Título                                          | Rol                | Refs.  |
| ---- | ----------------------------------------------- | ------------------ | ------ |
| 2019 | Azur Lane                                       | U-101              | [ 86 ] |
| 2020 | Atelier Ryza 2: Lost Legends & the Secret Fairy | Cassandra Cappelli | [ 87 ] |
| 2021 | Arknights                                       | Jackie             | [ 88 ] |
| 2022 | Hyperdimension Neptunia: Sisters vs. Sisters    | Maho               | [ 89 ] |
| 2022 | Dead or Alive Xtreme Venus Vacation             | Amy                | [ 90 ] |
| 2022 | Blue Archive                                    | Noa Ushio          | [ 91 ] |
| 2023 | Street Fighter 6                                | Yua                | [ 92 ] |
| 2023 | Master Detective Archives: Rain Code            | Shinigami          | [ 93 ] |
| 2023 | Path to Nowhere                                 | Lynn               | [ 94 ] |
| 2023 | Genshin Impact                                  | Kirara             | [ 95 ] |
| 2023 | Rear Sekai                                      | Tatta              | [ 96 ] |
| 2023 | Honkai: Star Rail                               | Hanya              | [ 97 ] |
| 2023 | Uma Musume: Pretty Derby                        | Satono Crown       | [ 98 ] |
| 2023 | 7DS: Grand Cross                                | Hel                |        |

## Premios y nominaciones
| Año  | Premios      | Categoría                   | Resultado | Refs. |
| ---- | ------------ | --------------------------- | --------- | ----- |
| 2020 | Seiyū Awards | Mejores Actrices Revelación | Ganador   | [ 2 ] |